# Нура (приток Белой)
Нура — река в Белорецком районе Башкортостана. Правый приток Белой.

## Описание
Длина реки 34 км, площадь водосборного бассейна 240 км². Исток между горой Маярдак и хребтом Ялангас на территории Южно-Уральского природного заповедника. Общее направление течения — юго-восточное.
Протекает по горным лесам вплоть до Белорецка, огибает основную часть города с запада (справа остаются микрорайоны Заречный и Косогорный) и впадает в Белую по правому берегу на южной окраине города (1317 км от устья).
Река с преимущественно снеговым питанием. Дно песчаное, каменистое, русло шириной до 10 м. Скорость течения до 0,6 м/с. Долина в верхнем течении заболочена.
Основные притоки: Левый Отнурок (длина 10 км, впадает у деревни) и ручей Нура (правый, в верховьях).
В среднем течении на реке расположены село Отнурок и деревня Отнурок.

## Данные водного реестра
По данным государственного водного реестра России относится к Камскому бассейновому округу, водохозяйственный участок реки — Белая от водомерного поста Арский Камень до Юмагузинского гидроузла, речной подбассейн реки — Белая. Речной бассейн реки — Кама.
Код объекта в государственном водном реестре — 10010200112111100016908.